# سومبهو میترا
سومبهو میترا (انگلیسی: Sombhu Mitra; ۲۲ اوت ۱۹۱۵ – ۱۹ مهٔ ۱۹۹۷) هنرپیشه، کارگردان، نمایش‌نامه‌نویس اهل هند بود.